# (4096) Kushiro
(4096) Kushiro (1987 VC) – planetoida z pasa głównego asteroid okrążająca Słońce w ciągu 4,72 lat w średniej odległości 2,81 j.a. Odkryta 15 listopada 1987 roku.